# Raio Piiroja
Raio Piiroja (Pärnu, 11 juli 1979) is een Estisch voormalig voetballer, die speelde als centrale verdediger.

## JK Tervis Pärnu en Lelle SK
Raio Piiroja begon zijn professionele voetbalcarrière bij de club uit zijn geboortestad, JK Tervis Pärnu. Feitelijk gezien speelde hij slechts één seizoen voor de vereniging. Het seizoen daarna kwam hij namelijk uit voor Lelle SK. Dit was echter niets meer dan de opvolger van Tervis Pärnu, dus eigenlijk speelde hij die jaren bij dezelfde club. Piiroja kwam van 1995 tot en met 1999 uit voor de kleine Estse club. Daarna vond hij het tijd om naar een grotere club te vertrekken, die hij nog binnen de landgrenzen zou vinden. Voor Tervis Pärnu speelde hij een totaal van acht wedstrijden, waarin hij zijn eerste doelpunt scoorde op professioneel niveau. Voor Lelle SK verscheen Raio Piiroja twintig keer op het veld. Daarin was hij drie keer trefzeker.

## Eerste keer FC Flora Tallinn
In 1999 maakte Piiroja de overstap van het kleine Lelle SK naar de meest succesvolle club uit de Estse voetbalgeschiedenis, FC Flora Tallinn. Daar kwam hij onder andere samen te spelen met Estse internationals als Urmas Rooba en Joel Lindpere. Alhoewel Piiroja zijn debuut voor het nationale team al gedurende zijn periode bij Lelle SK maakte, groeide hij bij Flora Tallinn uit tot vaste kracht in het nationale elftal. Met FC Flora Tallinn pakte Piiroja zijn eerste prijzen. Zo won hij in zowel 2001 als 2002 het landskampioenschap van Estland. Dit was onder leiding van de Nederlandse trainer Arno Pijpers. Na zijn succesvolle periode bij FC Flora vertrok Piiroja in 2003 voor het eerst naar een buitenlandse competitie. Voor FC Flora Tallinn speelde hij in zijn eerste periode bij de club een totaal van 87 wedstrijden. Daarin wist hij dertien keer het net te vinden. In 2001 was hij, samen met clubgenoot Aleksandr Tarassenkov, op proef bij AZ Alkmaar maar kreeg geen contract.

## Vålerenga IF en tweede keer FC Flora Tallinn
Na zijn vertrek bij FC Flora Tallinn was Piiroja op weg naar Noorwegen. Daar had hij een huurcontract getekend bij Vålerenga IF en zou hij de verdediging moeten vormen met onder andere Kjetil Rekdal. Bij Vålerenga kwam Piiroja echter niet helemaal uit de verf en kwam dat seizoen dan ook tot slechts elf wedstrijden. Daarin scoorde hij wel een keer. Nadat Piiroja Vålerenga IF had verlaten kwam hij op proef bij de Nederlandse club Roda JC. Toenmalig coach Wiljan Vloet had hem zien spelen in een interland tegen Albanië en wilde meer van hem zien. Uiteindelijk kon Piiroja echter niet overtuigen en hem werd dus ook geen contract aangeboden door de club uit Kerkrade. Hierna keerde hij weer terug naar Estland om een nieuwe periode bij FC Flora Tallinn te starten. Deze periode duurde echter een stuk korter dan zijn eerste bij de Estse topclub. Hij zou er deze keer slechts één seizoen, voordat hij de club weer zou verlaten. In zijn tweede periode bij FC Flora speelde Raio Piiroja vijftien wedstrijden. Daarin vond hij eenmaal het net.

## Fredrikstad FK
Nadat Piiroja in 2004 FC Flora Tallinn had verlaten, vertrok hij voor de tweede keer naar Noorwegen. Dit keer tekende hij een vast contract bij Fredrikstad FK.Hij groeide er uit tot een vaste kracht in de verdediging. Hij was tevens belangrijk in de Beker van Noorwegen in het jaar 2006. In de finale van dat toernooi, die Fredrikstad moest spelen tegen Sandefjord Fotball, scoorde Piiroja twee van de drie goals voor zijn club. Daardoor won Fredrikstad voor het eerst sinds 1984 de beker. In 2007 leek het bijna zeker dat Piiroja naar de Engelse club Queens Park Rangers zou vertrekken. Toen de Rangers het contract echter uitstelden, besloot hij niet naar Engeland te gaan en bij Fredrikstad te blijven.

## Vitesse
Piiroja werd in 2011 op de laatste dag van de zomerse transferperiode aangetrokken door Vitesse. Na enkele weken uitgeschakeld te zijn door een blessure, maakte hij op 1 oktober 2011 zijn debuut voor Vitesse toen hij inviel voor Giorgi Chanturia in de wedstrijd tegen sc Heerenveen. Eind 2011 raakte hij in Noorwegen in opspraak als spil in een belastingontduikingszaak bij Frederikstad FK.. Het verblijf van Piiroja bij Vitesse bleef beperkt tot één seizoen. Hierna keerde hij terug bij FC Flora Tallinn.

## Interlandcarrière
Piiroja maakte zijn debuut voor het nationale team van Estland op 21 november 1998 in het vriendschappelijke duel in en tegen Armenië. Sindsdien is hij een vaste waarde voor het nationale elftal en vormt hij vaak de verdediging met Andrei Stepanov. Piiroja heeft gedurende zijn interlandcarrière met twee Nederlandse coaches gewerkt: Jelle Goes en zijn coach bij FC Flora Tallinn, Arno Pijpers. Hij kwam tot op heden tot negen treffers voor de nationale ploeg. Piiroja speelde zijn honderdste interland voor de nationale ploeg op 25 maart 2011 in de vriendschappelijke interland tegen Uruguay (2-0) in Tallinn.
| Interlanddoelpunten van Raio Piiroja | Interlanddoelpunten van Raio Piiroja | Interlanddoelpunten van Raio Piiroja | Interlanddoelpunten van Raio Piiroja | Interlanddoelpunten van Raio Piiroja | Interlanddoelpunten van Raio Piiroja | Interlanddoelpunten van Raio Piiroja |
| №                                    | Datum                                | Wedstrijd                            | Tegenstander                         | Score                                | Uitslag                              | Competitie                           |
| ------------------------------------ | ------------------------------------ | ------------------------------------ | ------------------------------------ | ------------------------------------ | ------------------------------------ | ------------------------------------ |
| 1                                    | 4 september 1999                     | Tórshavn                             | Faeröer                              | 0–2                                  | 0–2                                  | EK-kwalificatie                      |
| 2                                    | 11 juni 2000                         | Tallinn                              | Georgië                              | 1–0                                  | 1–0                                  | Oefeninterland                       |
| 3                                    | 28 maart 2001                        | Limassol                             | Cyprus                               | 2–2                                  | 2–2                                  | WK-kwalificatie                      |
| 4                                    | 16 februari 2004                     | Ta' Qali                             | Malta                                | 2–2                                  | 5–2                                  | Oefeninterland                       |
| 5                                    | 22 augustus 2007                     | Tallinn                              | Andorra                              | 1–0                                  | 2–1                                  | EK-kwalificatie                      |
| 6                                    | 12 september 2007                    | Skopje                               | Macedonië                            | 0–1                                  | 1–1                                  | EK-kwalificatie                      |
| 7                                    | 14 oktober 2009                      | Tallinn                              | België                               | 1–0                                  | 2–0                                  | WK-kwalificatie                      |
| 8                                    | 11 augustus 2010                     | Tallinn                              | Faeröer                              | 2–1                                  | 2–1                                  | EK-kwalificatie                      |
| 9                                    | 29 februari 2012                     | Los Angeles                          | El Salvador                          | 0–2                                  | 0–2                                  | Oefeninterland                       |

## Erelijst
- Meistriliiga: 2001, 2002 (FC Flora Tallinn)
- Estse Supercup: 2002 (FC Flora Tallinn)
- Estisch voetballer van het jaar: 2002 (FC Flora Tallinn) 2006, 2007 (Fredrikstad FK)
- Beker van Noorwegen: 2006 (Fredrikstad FK)